# Мори, Мануэле
Мануэле Мори (итал. Manuele Mori; род. 8 сентября 1980, Эмполи, провинция Флоренция, области Тоскана, Италия) — итальянский профессиональный шоссейный велогонщик, выступающий за команду UAE Team Emirates.

## Достижения
2003
- 1-й на этапе 1  Giro della Toscana (U-23)

2005
- 4-й на Чемпионате Италии по шоссейному велоспорту в групповой гонке
- 5-й на Кубке Японии
- 10-й на Милан — Сан-Ремо

2006
- 3-й на Гран-при Плуэ
- 4-й на Джиро дель Пьемонте
- 5-й на Гран-при Бруно Бегелли
- 5-й на Гран-при Мигеля Индурайна
- 9-й на Coppa Placci
- 10-й на Ваттенфаль Классик

2007
- 1-й на Кубке Японии
- 3-й на Мемориале Чимурри
- 4-й на Страде Бьянке
- 9-й на Гран-при Плуэ

2008
- 6-й на Trofeo Pollença
- 8-й на Гран-при Бруно Бегелли
- 10-й на Гран-при Плуэ

2009
- 9-й на Rund um die Nürnberger Altstadt
- 10-й на Кубке Уго Агостони

2010
- 7-й на Джиро ди Тоскана
- 9-й на Тиррено — Адриатико — ГК

2011
- 6-й на Кубке Японии
- 7-й на Gran Premio Nobili Rubinetterie

2013
- 2-й на Гран-при Бруно Бегелли
- 6-й на Кубке Японии

2016
- 4-й на Кубке Японии
- 4-й на Мемориале Марко Понтани
- 9-й на Туре Чехии — ГК

| ГК | Генеральная классификация |

## Статистика выступлений наГранд Турах
| Гранд Тур | 2004 | 2005 | 2006 | 2007 | 2008 | 2009 | 2010 | 2011 | 2012 | 2013 | 2014 | 2015 | 2016 | 2017 |
| --------- | ---- | ---- | ---- | ---- | ---- | ---- | ---- | ---- | ---- | ---- | ---- | ---- | ---- | ---- |
| Джиро     | 76   | 85   | 88   | сход | -    | 93   | -    | -    | -    | -    | -    | 118  | 80   | 63   |
| Тур       | -    | -    | -    | -    | -    | -    | -    | -    | -    | 76   | -    | -    | -    | сход |
| Вуэльта   | -    | -    | -    | -    | -    | -    | 90   | 117  | -    | 70   | -    | -    | -    |      |